# Joanna Chmielewska
Joanna Chmielewska, właśc. Irena Barbara Kuhn z domu Becker (ur. 2 kwietnia 1932 w Warszawie, zm. 7 października 2013 tamże) – polska architektka i pisarka, autorka popularnych powieści sensacyjnych, kryminalnych, komedii obyczajowych, a także książek dla dzieci i młodzieży.
Jej książki zostały przetłumaczone na co najmniej jedenaście języków (rosyjski, bułgarski, litewski, łotewski, estoński, czeski, słowacki, gruziński, szwedzki, niemiecki i hiszpański).

## Życiorys
Najwcześniejsze dzieciństwo pisarka spędziła w Grójcu i Warszawie. Jako dziecko wiele czytała i w bardzo młodym wieku marzyła o napisaniu powieści. Najpierw uczyła się w szkole powszechnej. W 1943 została oddana do internatu u Sióstr Zmartwychwstanek na warszawskim Żoliborzu. Następnie uczęszczała do gimnazjum, a później wraz rodzicami wyprowadziła się na jakiś czas do Bytomia, skąd powróciła do Grójca. Okazało się, że jest w jednej klasie ze swoją dawną koleżanką, Janką (późniejszą absolwentką historii na Uniwersytecie Warszawskim), z którą teraz mogła się zaprzyjaźnić. Osoba ta stała się pierwowzorem postaci w kilku powieściach Chmielewskiej, podobnie jak członkowie rodziny pisarki. Również jedna z nauczycielek została opisana w jednym z utworów – Zwyczajnym życiu.
Rodzina Chmielewskiej pragnęła, żeby została lekarką, jednak w liceum młodą Joannę zaczęła interesować architektura i ten kierunek studiów wybrała. W czasach szkoły średniej poznała swojego przyszłego męża, Stanisława. Wcześnie zaszła w ciążę i wzięła ślub. Studia zaczęła jako mężatka, a wkrótce (w 1951) urodziła pierwszego syna.
Ukończyła studia na Wydziale Architektury Politechniki Warszawskiej, uzyskując tytuł inżyniera architekta. Pracowała m.in. w Samodzielnej Pracowni Architektoniczno-Budowlanej „Blok”, w Energoprojekcie, w Biurze Projektów „Stolica”. Brała udział w budowie Domu Chłopa. Tematyka związana z pracą z tego okresu pojawiała się później w jej powieściach.
Debiutowała w 1958 na łamach czasopisma „Kultura i Życie” jako prozaik. Przez pewien czas pisała w „Kulturze i Sztuce” na tematy związane z architekturą wnętrz. W 1964 miał miejsce debiut książkowy – wydała sensacyjną powieść Klin. Od 1970 zajmowała się wyłącznie twórczością literacką. Łączny nakład jej powieści w Polsce przekroczył 6 mln egzemplarzy, a w Rosji – gdzie uważana była za najpoczytniejszą pisarkę zagraniczną – 8 mln. Jej książki tłumaczono na języki obce 107 razy.
3 maja 2004 została odznaczona Krzyżem Oficerskim Orderu Odrodzenia Polski.

## Życie prywatne
Była żoną Stanisława Jana Kuhna (ur. 1929), syna Stanisława. Miała dwóch synów: Jerzego (ur. 1951) i Stanisława Roberta (ur. 1956, używa głównie imienia Robert).
Zmarła 7 października 2013 w Warszawie, pochowana 14 października 2013 na cmentarzu Powązkowskim (kwatera H-5-20).

## Genealogia[14]
| Prapradziadkowie                           | Józef Becker (1808-?) ∞ 08.09.1844 Marianna Maur (1817-?)                             | Ignacy Borkowski (01.10.1820-?) ∞ 06.08.1843 Julianna Michalak (1821-?)               | Wojciech Koch (1817-12.04.1877) ∞? Rozalia Wasilewska (?-?)                           | Józef Walenty Szwartz (03.02.1826-?) ∞ 22.01.1854 Joanna Luzińska (10.05.1829-?)      | Wawrzyniec Knopocki (06.08.1832-8.10.1904) ∞ 26.02.1854 Józefa Dziędziela (17.03.1836-13.04.1869) | Antoni Dąbrowski (12.05.1833-?) ∞ 02.02.1852 Małgorzata Kuza (31.05.1829-01.05.1880)  | Franciszek Wojtyra (1822-29.07.1877) ∞ 26.02.1843 Urszula Gnaś (1821-6.11.1892)       | Szpitalewski ∞? NN                                                                    |
| Pradziadkowie                              | Karol Bogumił Becker (1850-?) ∞ 07.10.1876 Julianna Borkowska (1851-10.04.1927)       | Karol Bogumił Becker (1850-?) ∞ 07.10.1876 Julianna Borkowska (1851-10.04.1927)       | Antoni Koch(?-?) ∞ 1882 Paulina Magdalena Szwartz (21.06.1862-?)                      | Antoni Koch(?-?) ∞ 1882 Paulina Magdalena Szwartz (21.06.1862-?)                      | Ludwik Knopocki (23.08.1862-?) ∞ 24.09.1885 Józefa Dąbrowska (20.10.1862-?)                       | Ludwik Knopocki (23.08.1862-?) ∞ 24.09.1885 Józefa Dąbrowska (20.10.1862-?)           | Bartłomiej Wojtyra (12.08.1854-?) ∞? Katarzyna Szpitalewska (ok. 1864-?)              | Bartłomiej Wojtyra (12.08.1854-?) ∞? Katarzyna Szpitalewska (ok. 1864-?)              |
| Dziadkowie                                 | Paweł Becker (14.01.1883-19.06.1927) ∞ przed 1906 Helena Koch (16.05.1883-15.11.1959) | Paweł Becker (14.01.1883-19.06.1927) ∞ przed 1906 Helena Koch (16.05.1883-15.11.1959) | Paweł Becker (14.01.1883-19.06.1927) ∞ przed 1906 Helena Koch (16.05.1883-15.11.1959) | Paweł Becker (14.01.1883-19.06.1927) ∞ przed 1906 Helena Koch (16.05.1883-15.11.1959) | Franciszek Knopacki (13.11.1889-21.06.1946) ∞ 4.10.1908 Paulina Wojtyra (6.02.1886-?)             | Franciszek Knopacki (13.11.1889-21.06.1946) ∞ 4.10.1908 Paulina Wojtyra (6.02.1886-?) | Franciszek Knopacki (13.11.1889-21.06.1946) ∞ 4.10.1908 Paulina Wojtyra (6.02.1886-?) | Franciszek Knopacki (13.11.1889-21.06.1946) ∞ 4.10.1908 Paulina Wojtyra (6.02.1886-?) |
| Rodzice                                    | Jan Becker (1906-11.03.1983) ∞ przed 1932 Janina Knopacka (1909-1993)                 | Jan Becker (1906-11.03.1983) ∞ przed 1932 Janina Knopacka (1909-1993)                 | Jan Becker (1906-11.03.1983) ∞ przed 1932 Janina Knopacka (1909-1993)                 | Jan Becker (1906-11.03.1983) ∞ przed 1932 Janina Knopacka (1909-1993)                 | Jan Becker (1906-11.03.1983) ∞ przed 1932 Janina Knopacka (1909-1993)                             | Jan Becker (1906-11.03.1983) ∞ przed 1932 Janina Knopacka (1909-1993)                 | Jan Becker (1906-11.03.1983) ∞ przed 1932 Janina Knopacka (1909-1993)                 | Jan Becker (1906-11.03.1983) ∞ przed 1932 Janina Knopacka (1909-1993)                 |
| Joanna Chmielewska (02.04.1932-07.10.2013) |                                                                                       |                                                                                       |                                                                                       |                                                                                       |                                                                                                   |                                                                                       |                                                                                       |                                                                                       |

## Twórczość

### Literatura piękna (dla dorosłych)
- 1964: Klin (ekranizacja Lekarstwo na miłość, reż. Jan Batory)
- 1966: Wszyscy jesteśmy podejrzani
- 1969: Krokodyl z Kraju Karoliny
- 1972: Całe zdanie nieboszczyka
- 1973: Lesio
- 1974: Wszystko czerwone
- 1975: Romans wszechczasów[a]
- 1976: Boczne drogi
- 1977: Upiorny legat (ekranizacja Skradziona kolekcja, reż. Jan Batory)
- 1979: Studnie przodków[25]
- 1990: Szajka bez końca[26]
- 1990: Dzikie białko[27][28]
- 1992: Wyścigi[29]
- 1992: Tajemnica[30][31]
- 1993: Drugi wątek[32]
- 1993: Florencja, córka Diabła[33]
- 1993: Zbieg okoliczności[34][35]
- 1994: Jeden kierunek ruchu[36]
- 1995: Lądowanie w Garwolinie[37]
- 1995: Duża polka[38]
- 1996: Dwie głowy i jedna noga[39]
- 1996: Wielki diament, tom 1[40]
- 1996: Wielki diament, tom 2[40]
- 1997: Hazard[41]
- 1997: Krowa niebiańska[42]
- 1998: Harpie[43]
- 1998: Złota mucha[44]
- 1999: Depozyt[45]
- 1999: Najstarsza prawnuczka[46]
- 2000: Przeklęta bariera[47]
- 2000: Książka poniekąd kucharska[48]
- 2001: Trudny trup[49]
- 2002: (Nie)boszczyk mąż[50]
- 2002: Pech[51]
- 2003: Babski motyw[52]
- 2003: Bułgarski bloczek[53]
- 2004: Kocie worki[54]
- 2005: Mnie zabić[55]
- 2005: Zapalniczka w antologii Trupy polskie
- 2006: Krętka Blada[56]
- 2007: Zapalniczka[57][58]
- 2007: Rzeź bezkręgowców[59]
- 2009: Porwanie[60]
- 2010: Byczki w pomidorach[61]
- 2011: Gwałt[62]
- 2012: Krwawa zemsta[63]
- 2013: Zbrodnia w efekcie[64]

## Literatura piękna (cykle dla młodzieży i dzieci)
- 1974: Zwyczajne życie
- 1976: Większy kawałek świata
- 1979: Nawiedzony dom[65]
- 1981: Wielkie zasługi[66]
- 1983: Duch[67][68]
- 1988: Skarby[69]
- 1990: Ślepe szczęście[70]
- 1991: 2/3 sukcesu[71]
- 1993: Wszelki wypadek[72][73]

- 1994: Pafnucy[74] dla dzieci
- 2003: Las Pafnucego[75] dla dzieci

## Poradniki
- 1996: Jak wytrzymać z mężczyzną[76]
- 1996: Jak wytrzymać ze współczesną kobietą[77]
- 2001: Jak wytrzymać ze sobą nawzajem[78]
- 2005: Przeciwko babom![79]
- 2007: Traktat o odchudzaniu[80]

## Autobiografie
- 1993: Autobiografia, tom 1 – Dzieciństwo
- 1994: Autobiografia, tom 2 – Pierwsza młodość
- 1994: Autobiografia, tom 3 – Druga młodość
- 1994: Autobiografia, tom 4 – Trzecia młodość
- 1994: Autobiografia, Wieczna młodość – aneks do wszystkich pozostałych[81]
- 2000: Autobiografia, tom 5 – Wtórna młodość
- 2006: Autobiografia, tom 6 – Stare próchno
- 2008: Autobiografia, tom 7 – Okropności
- 2013: Życie (nie)całkiem spokojne

## Słuchowiska
1. Lesio
2. Całe zdanie nieboszczyka
3. Krokodyl z kraju Karoliny
4. Wszystko czerwone
5. Klin
6. Dzikie białko
7. Wielki Diament cz. 1
8. Wielki Diament cz. 2
9. Wielki Diament cz. 3
10. Romans wszech czasów
11. Boczne drogi
12. Kocie worki
13. Pech
14. Najstarsza prawnuczka cz. 1
15. Najstarsza prawnuczka cz. 2
16. Przeklęta bariera cz. 1
17. Przeklęta bariera cz. 2
18. (Nie)Boszczyk mąż cz. 1
19. (Nie)Boszczyk mąż cz. 2
20. Złota mucha
21. Zapalniczka
22. Studnie przodków
23. Wszyscy jesteśmy podejrzani
24. Krowa niebiańska
25. Depozyt cz. 1
26. Depozyt cz. 2

## Ekranizacje

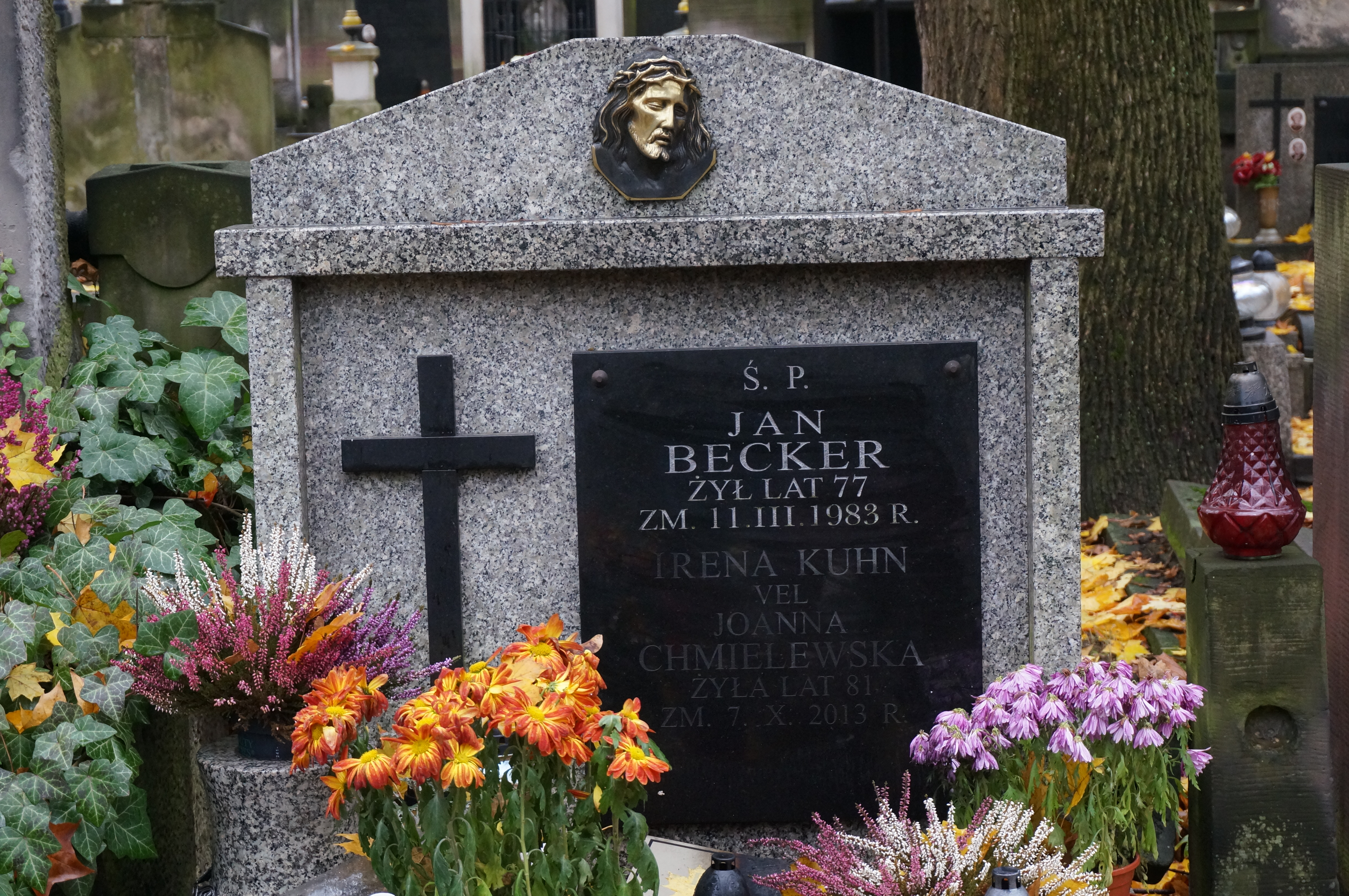
Grób Joanny Chmielewskiej na Powązkach (2019)

Powstało kilka ekranizacji filmowych, opartych na jej książkach. Były to:
- Lekarstwo na miłość – na podstawie Klina[82]
- Skradziona kolekcja – na podstawie Upiornego legatu[83]
- Kim jesteś kochanie – spektakl TV na podstawie Romansu wszechczasów[a][84]
- Randka z diabłem – teatr TV na podstawie książki Wszyscy jesteśmy podejrzani[85]
- Całe zdanie nieboszczyka – rosyjski (tytuł oryginału: Czto skazał pokojnik) serial (powstała też nigdy nie wyemitowana okrojona wersja kinowa)[86]
- Pan ili propał – rosyjska (tytuł oryginału: Пан или пропал) ekranizacja powieści Wszystko czerwone[87]

## Nagrody
- As Empiku (2000)
- Nagroda Wielkiego Kalibru (2006) – za twórczość kryminalną